# Prunus brigantina
Pour les articles homonymes, voir Abricotier (homonymie).
Espèce
Classification phylogénétique
Statut de conservation UICN

 DD  : Données insuffisantes
Le Marmottier, Prunier de Briançon, Prunier des Alpes ou Abricotier de Briançon (Prunus brigantina), est une espèce de plantes à fleurs de la famille des Rosaceae. L'espèce est protégée à l'état sauvage.
En occitan vivaro-alpin, on appelle l'arbre l'afatoulier et le fruit l'afatous ou « abrignon ». Le fruit, proche de l'abricot, est comestible.
Il est de petite taille, (2,5 cm), arrondi, à peau jaune, à chair verdâtre, consistante et acide et arrive à maturité en septembre - octobre.
En Europe, c'est l'arbre fruitier qui résiste le mieux à l'altitude (entre 1 100 et 2 000 m). Il pousse dans les lieux arides, pierreux. L'amande servait à produire une huile (dite parfois huile de marmotte). Il y avait des moulins à huile d'afatous sur toutes les Alpes du sud ; le dernier aurait fermé à Suse (I) en 1940  .
Il est décrit pour la première fois en 1785 par Dominique Villars, botaniste des Hautes-Alpes.

## Caractéristiques

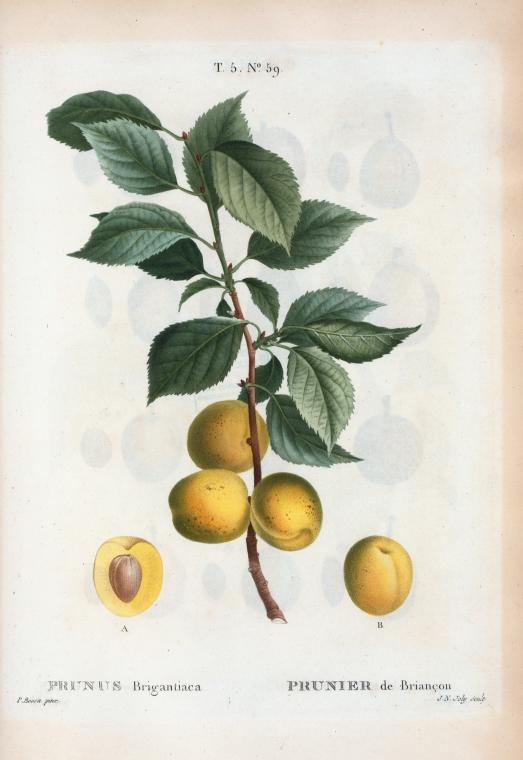
Prunus brigantina.

## Noms vernaculaires
- Prunier des Alpes
- Marmottier ou marmotier

## Synonymes
- Prunus brigantiaca Vill.
- Prunus brigantiaca Chaix
- Prunus armeniaca L. brigantiaca (Vill.) Dippel
- Prunus domestica L. brigantina (Vill.) Bonnier & Layens
- Armeniaca brigantiaca (Vill.) Pers.